# Mette Jacobsen
Mette Jacobsen, née le 24 mars 1973 à Nakskov (Danemark), est une ancienne nageuse professionnelle qui concourait en nage libre et papillon.
Elle représente son pays aux Jeux olympiques d'été dès 1988. En 1995, elle remporte deux titres aux championnats d'Europe de Vienne en 100 m nage libre et 100 m papillon.

## Palmarès

### Championnats d'Europe
- Championnats d'Europe 1989 à Bonn (Allemagne de l'Ouest) :
  -  Médaille de bronze du 200 m nage libre ;
  -  Médaille de bronze du 200 m papillon.
- Championnats d'Europe 1991 à Athènes (Grèce) :
  -  Médaille d'or du 200 m nage libre ;
  -  Médaille d'or du 200 m papillon ;
  -  Médaille d'or du relais 4 × 200 m nage libre ;
  -  Médaille de bronze du relais 4 × 100 m nage libre.